# Pterogenia dayak
Pterogenia dayak är en tvåvingeart som beskrevs av Jacques-Marie-Frangile Bigot 1859. Pterogenia dayak ingår i släktet Pterogenia och familjen bredmunsflugor. Inga underarter finns listade i Catalogue of Life.